# George Roth
George Helm Roth (Los Angeles, 25 april 1911 - Los Angeles, 31 oktober 1997) was een Amerikaans turner. 
Roth won in zijn geboortestad de gouden medaille bij de Indiase knotsen tijdens de Olympische Zomerspelen 1932.

## Resultaten

### Olympische Zomerspelen
| Jaar | Plaats      | Resultaten             |
| ---- | ----------- | ---------------------- |
| 1932 | Los Angeles | met de Indiase knotsen |